# Atriplex sokotranum
Atriplex sokotranum är en amarantväxtart som beskrevs av Friedrich Vierhapper. Atriplex sokotranum ingår i släktet fetmållor, och familjen amarantväxter. Inga underarter finns listade i Catalogue of Life.